# Otto Doderer
Otto Doderer (* 24. Mai 1892 in Biebrich; † 14. April 1962 in Niedernhausen) war ein deutscher Schriftsteller, Journalist, Redakteur und Literaturkritiker, der auch unter dem Pseudonym „Bernhard Wyß“ veröffentlichte.

## Leben
Otto Doderer wurde als Sohn eines Lehrers geboren und absolvierte die Obersekundareife während des Ersten Weltkriegs. Zunächst im kaufmännischen Bereich tätig, wandte er sich dem Journalismus zu und wurde 1919 Redakteur des „Archivs für publizistische Arbeit“. Zudem begann Doderer sich als Literaturkritiker einen Namen zu machen. Seit 1920 war er in Düsseldorf als Redakteur der Zeitschrift Die Rheinlande des Schriftstellers Wilhelm Schäfer tätig und von 1925 bis 1930 in Berlin als Literarischer Leiter des Verlags der Reichszentrale für Heimatdienst. 1933 bis 1945 war Doderer erneut Redakteur des „Archivs für publizistische Arbeit“. Nachdem ihm 1938 vorübergehend ein Berufsverbot als sogenannter „Kunstschriftleiter“ erteilt worden war, betätigte er sich nur noch als Schriftsteller und Herausgeber. Nach 1945 arbeitete er beim Aufbau des Frankfurter Börsenblatts des Deutschen Buchhandels und 1948 bis 1955 beim Hessischen Rundfunk mit. 1948 gab er auch eine Novellensammlung von Gottfried Kellers Das Sinngedicht mit eigenem Nachwort und eine Übersetzung mit dem Titel Glück in der Ehe von Leo N. Tolstois 1859 veröffentlichtem Roman heraus.

## Familie
Otto Doderer war der Sohn des Volksschullehrers Johann Heinrich Wilhelm Otto Doderer (1862–1910) und seiner Frau Elisabethe Louise Hassenbach (1866–1927). Im Jahr 1924 heiratete er Elsa Maria Gertrud Mathes (1897–?). Sein Sohn ist der Literaturwissenschaftler Klaus Doderer (1925–2023). Die Schauspielerin und Kabarettistin Beatrix Doderer (* 1966) ist eine Enkelin Otto Doderers.

## Veröffentlichungen (Auswahl)
- mit Ludwig Munzinger: Geschichte, Gedichte und Schwänke. Franckh, Stuttgart 1917.
- Das Ufer. Ein Buch rheinischer Dichtung. Walter Gericke Verlag, Siegburg 1928.
- Das Landserbuch. Heiteres und Besinnliches aus den Feldzeitungen des Weltkrieges; Die Frontsoldaten von 1914–1918 ihren Kameraden von 1939–1940. Verlag Gerhard Stalling, Oldenburg 1940.
- Der arme Herr Nink und andere Erzählungen. Feldpostausgabe. Richard Malzkorn Verlag, Köln 1940.
- Die Schiffsschaukel und andere Novellen. Richard Malzkorn Verlag, Köln 1940.
- Der Winzer. Kleines Buch vom Wein.. Richard Malzkorn Verlag, Köln 1941.
- Brentanos im Rheingau. Am Urquell der Rheinromantik. Aloys Henn Verlag, Ratingen 1942.
- Stimmungsmusik. Eine Landschaft in Novellen. Richard Malzkorn Verlag, Köln 1942.
- Einführung zu Wilhelm Raabe: Das letzte Recht. Verlag deutsche Volksbücher, Stuttgart 1943.
- Grünewald und der Edelmann und andere Geschichten. Noebe & Co. Verlagsbuchhandlung, Prag 1944.
- Die Unnachgiebigen : Tolstoj und Dostojewski in ihren Ehen. Butzon & Bercker, Kevelaer 1950.
- Heimkunft. Novelle. Staufen-Verlag, Köln 1950.
- Vergnügte Welt. Eine Auslese aus dem Humor der Weltliteratur. Büchergilde Gutenberg, Frankfurt am Main 1950.
- Biedermeier. Bibliographisches Institut, Mannheim 1958.
- Das kleine Buch vom Rheingau. Zauber und Schicksal einer Landschaft. Drei Lilien Verlag, Wiesbaden 1958.